# Upplands runinskrifter 287
Upplands runinskrifter 287 är en runsten som står på ägorna till en kartingbana i Vik, Hammarby socken och Upplands Väsby kommun, Vallentuna härad i Uppland. 

## Stenen
Stenen som härstammar från 1000-talets slutskede eller medeltidens början är ristad av Öpir och den är mycket rikt utsmyckad med ormslingor. Materialet är granit och ornamentiken går i Urnesstil. Motivet består av ett rundjur som slingrar i tre rundlar och bildar en pyramidlik form, övre rundeln innesluter ett kristet kors. Inte långt ifrån denna sten finns U 288, som även den är ristad av runmästaren Öpir.

## Inskriften
Translitterering av runraden:
giulakr lit raisa stain eftiʀ sun ' sin ' ingifast ' auk ' inguaʀ ' (u)(k) ' at ' broþur ' sin ' in ' ybiʀ [ri]sti ' runa
Normalisering till runsvenska:
Giulakʀ(?)/Kiulakʀ(?) let ræisa stæin æftiʀ sun sinn Ingifast, ok Ingvarr ok(?) at broður sinn, en Øpiʀ risti runaʀ.
Översättning till nusvenska:
Gjulak(?) lät resa stenen efter sin son Ingefast, och Ingvar (lät) också (resa stenen) åt sin broder, och Öpir ristade runorna.